# Puntallana
Puntallana település Spanyolországban, Santa Cruz de Tenerife tartományban. Puntallana San Andrés y Sauces, Santa Cruz de la Palma és El Paso községekkel határos. Lakosainak száma 2699 fő (2024).

## Népesség
A település népessége az elmúlt években az alábbi módon változott:
| Lakosok száma | 2258 | 2380 | 2407 | 2460 | 2428 | 2348 | 2429 | 2506 | 2547 | 2699 |
|               | 2001 | 2004 | 2007 | 2009 | 2012 | 2014 | 2017 | 2019 | 2022 | 2024 |